# Сталинец-80
«Ста́линец-80» (С-80) — советский гусеничный трактор, первая послевоенная модель Кировского завода Наркомтанкопрома в городе Челябинске (в 1958 году переименован в Челябинский тракторный завод). Трактор выпускался с 1946 по 1961 год.

## История
В ходе Великой Отечественной войны в Советский союз по ленд-лизу поставлялись тракторы Caterpillar D7. После её окончания, когда на Кировском заводе на Урале было возобновлено тракторостроение, было принято решение скопировать его. При этом особо было оговорено требование вносить минимум «улучшений» в конструкцию трактора на заводе.
5 января 1946 года собран первый «Сталинец-80», с 12 июля 1946 года началось его массовое производство, до 1958 года было выпущено более двухсот тысяч машин данного семейства. Трактор нашёл широкое применение в различных отраслях народного хозяйства СССР. Среди них: Волго-Донской судоходный канал, на котором более половины земляных работ выполнено тракторами С-80. Эти трактора были широко использованы также при распашке целинных и залежных земель. Трактор имел болотоходную модификацию С-80Б-2 с увеличенной шириной гусениц.
Трактор С-80 был вторым по популярности трактором (после ДТ-54) на Целине, и использовался в сельском хозяйстве СССР до середины 1970-х годов.

## Конструкция
Трактор выполнен по классической схеме с двигателем впереди, кабиной сзади.
Рама лонжеронная. К раме прикреплены две тележки (левая и правая). Рама опирается на тележки при помощи поперечной рессоры. На каждой тележке пять опорных катков и два поддерживающих. Первый, третий, пятый опорный каток — однобортный, второй, четвёртый — двубортный. Направляющее колесо имеет натяжное приспособление состоящее из пружины и стяжного болта. Гусеничная цепь состоит из звеньев и башмаков. В каждой гусенице 36 левых и 36 правых звеньев. Ширина башмаков — 500 мм.
Двигатель КДМ-46 — дизельный четырёхтактный, четырёхцилиндровый с предкамерным распылением топлива. Предкамера представляет собой часть камеры сгорания отделённой от главной камеры каналом диаметром 6,5 мм. Номинальная мощность двигателя 80 л. с. (для длительной работы), максимальная мощность 88 — 94 л. с. при 1000 об./мин. Трактор имел расчётную силу тяги на первой передаче 8800 кгс и максимальную скорость 9,65 км/ч. На каждый цилиндр приходится по одному впускному и одному выпускному клапану. Диаметр тарелок клапанов одинаковый. Детали клапанно-распределительного механизма размещены на головках цилиндров. Рычаг декомпрессора имеет три положения: «пуск», «половина», «рабочее». Порядок работы цилиндров:1-3-4-2. Опережение впрыска топлива 6-10 градусов до ВМТ. Форсунка имеет одно распыливающее отверстие диаметром 0,645 мм. Воздушный фильтр двигателя расположен в кабине.
Охлаждение двигателя водяное. Водяной насос центробежного типа. Вентилятор приводится в действие клиновидными ремнями от коленчатого вала. Начиная с трактора заводской номер 76600 устанавливался новый радиатор со съёмными коллекторами. С августа 1952 года на тракторах устанавливался искрогаситель-глушитель. Для предупреждения перегрузки двигателя с апреля 1951 г. на трактор устанавливался ограничитель мощности.
Запуск основного двигателя осуществляется с помощью бензинового карбюраторного четырёхтактного нижнеклапанного двигателя П-46 мощностью 19 л. с. при 2600 об./мин. Охлаждение пускового двигателя — общее с основным. На пусковом двигателе с января 1951 года вместо карбюратора К-7 устанавливался карбюратор К-25Г. С апреля 1952 года на пусковом двигателе устанавливалось в основном магнето М47Б. Часть тракторов выпускалось со старым магнето М10-Ф.
Трансмиссия трактора состоит из муфты сцепления, коробки передач, главной передачи, бортовых фрикционов, бортовых редукторов, сервомеханизма и механизмов управления. Сцепление с одним ведущим и двумя ведомыми дисками. Коробка передач пятискоростная с реверсом, смонтирована в отдельном корпусе. За счёт реверса трактор имеет пять скоростей вперёд и четыре назад (пятая передача не имеет реверса). Главная передача коническая. Бортовые фрикционы многодисковые.
Трактор был оснащён полноценной трёхместной кабиной. У ранних выпусков кабина имела упрощённую конструкцию: лобовые и задние стёкла крепились в деревянных рамках, а боковые — в брезентовых полотнищах. В 1950-е годы была введена т. н. штампованная кабина, с окнами, стёкла которых стали уплотняться резиновыми профилями. Крыша кабины деревянная, обтянута брезентом. С сентября 1952 года двери устанавливали на специальных петлях позволяющих открыть дверь на 180 градусов и зафиксировать её в таком положении на кабине. До 1953 года выпускался с деревянно-брезентовой, а затем с цельнометаллической кабиной. В кабине располагались два рычага управления бортовыми фрикционами, две педали тормоза. Под левую руку оператора располагался рычаг управления муфтой сцепления, по правую — рычаг переключения скоростей и рычаг реверса. Контрольные приборы были представлены масляным манометром, топливным манометром, указателем температуры воды.
Топливный бак расположен за кабиной. С 1 января 1954 года начиная с трактора № 112554 устанавливается дополнительный топливный бак, за счёт чего общий запас топлива на тракторе был увеличен до 355 л.

## Модификации и машины на базе
Машины на базе:
- АВБ-Т — самоходный буровой агрегат для роторного бурения разведочных и эксплуатационных скважин, производства завода бурового инструмента им. Кирова, г. Баку[2]
- УШБТ-15 — буровая установка для бурения взрывных скважин и для сейсморазведки шнековым способом[3]

## Память
- Трактор в качестве монумента покорителям целины установлен в 1970 году в городе Атбасар. 5 марта 1954 года в Атбасар прибыл первый эшелон с первоцелинниками. Их было 300 человек. Трактор С-80 с прицепом установлен на постамент в память об этом событии. Таких тракторов в 1954—1955 годах на целину в Акмолинскую область поступило около 20 тыс.